# Pelargonium mutans
Pelargonium mutans är en näveväxtart som beskrevs av P. Vorster. Pelargonium mutans ingår i släktet pelargoner, och familjen näveväxter. Inga underarter finns listade i Catalogue of Life.